# Thami El Ouazzani
Pour les articles homonymes, voir Ouazzani.
Thami El Ouazzani (1927-2013) est homme politique marocain, qui a été ministre et ambassadeur.

## Biographie
Né à Fès le 27 décembre 1927, il fait des études secondaires au collège Moulay Idriss dans sa ville natale avant de partir en France afin de poursuivre ses études supérieures, c'est ainsi qu'en 1950 qu'il obtient une licence en droit de la faculté de Paris et une licence en philosophie de la sorbonne en 1951. Avocat au barreau de Casablanca durant les dernières années du protectorat, il est membre important du Parti démocratique et de l'indépendance. Thami El Ouazzani a été ministre de la Production industrielle et des Mines en 1955-1956 sous le Gouvernement Bekkay Ben M'barek Lahbil,. Sous le Gouvernement Ahmed Bahnini, il a occupé en 1964 le poste de Ministre de l’Emploi et des Affaires sociales puis lors du remaniement, ministre de la fonction publique et de la réforme administrative en 1964-1965. Sous le Gouvernement Mohamed Benhima, en 1968, il est ministre du Tourisme.
Ambassadeur du Maroc, il a représenté son pays en Yougoslavie, en Algérie, en Tunisie, en Grande-Bretagne et au Nigeria dans les années 1960-1970. Il a été secrétaire général permanent du groupe de la charte de Casablanca, précurseur de l'Organisation de l'unité africaine. Il a ensuite présidé le Crédit DIAC Maroc de 1975 à 1988.

## Vie privée
Dans les années 50, il se marie avec Zahra Haddaoui avec laquelle il aura 4 enfants:
- Houda et Wafa: 9 janvier 1956
- Kamel: 19 février 1959
- Adel: 12 décembre 1962

## Décès
Il meurt à Casablanca le 4 février 2013.

## Sources
1. ↑  Historique des gouvernements Marocain
2. ↑  « Clichés 56169-56893 », sur FranceArchives (consulté le 5 mars 2024)
3. ↑  « Maroc-Belgique : Quelle commémoration pour les 60 ans des accords de main d’œuvre en 2024 ? », sur www.yabiladi.com (consulté le 19 août 2023)
4. ↑  « tourisme.gov.ma/english/1-admi… »(Archive.org • Wikiwix • Archive.is • Google • Que faire ?).

## Galerie

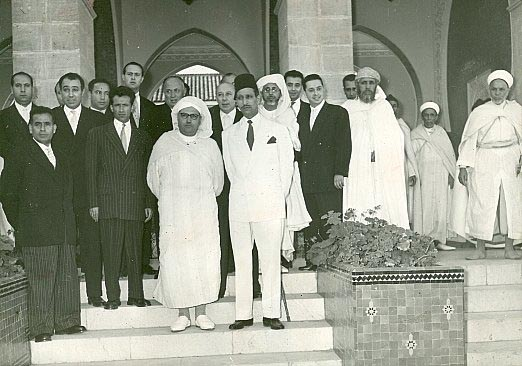
Les membres du gouvernement Bekkai I
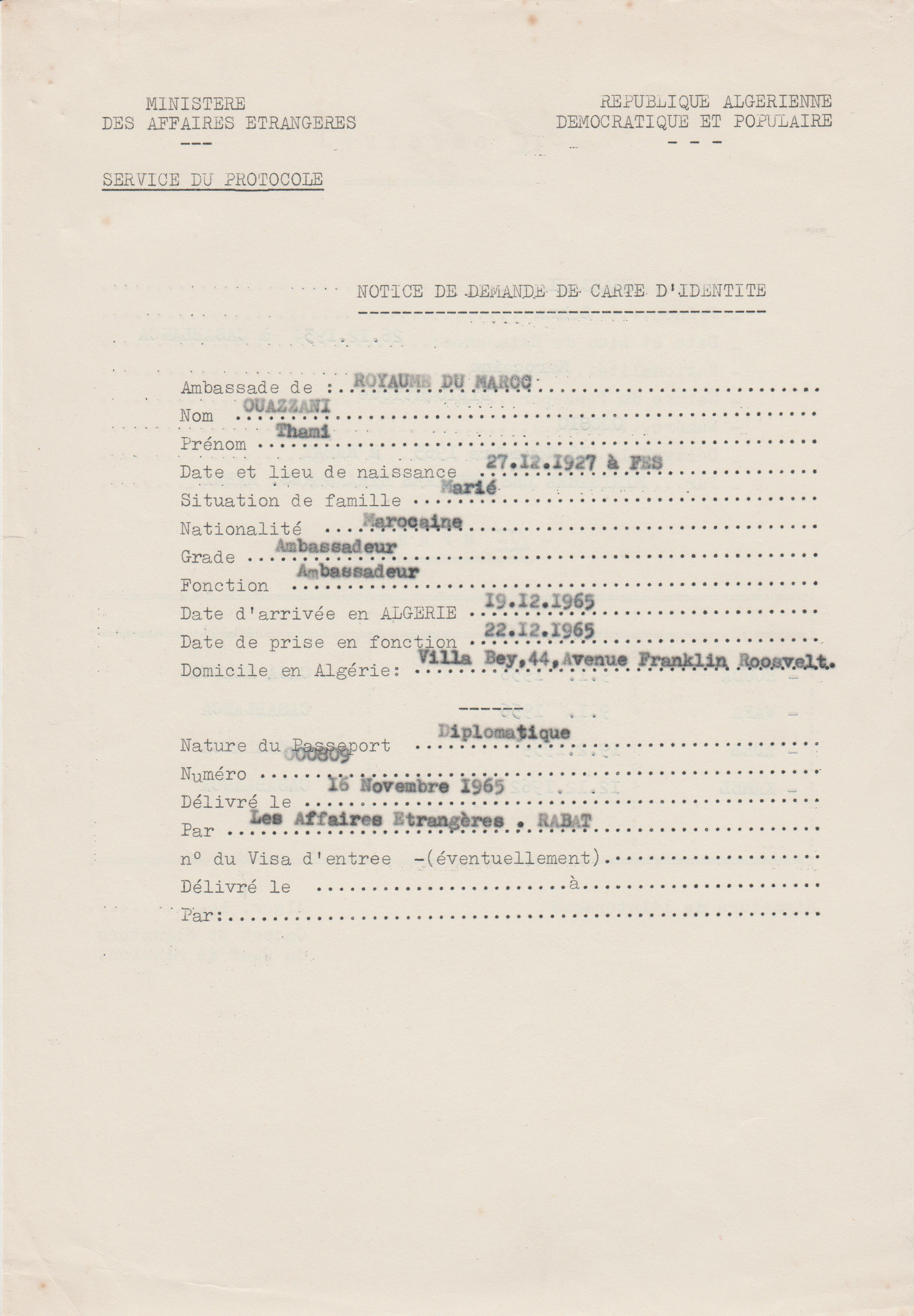
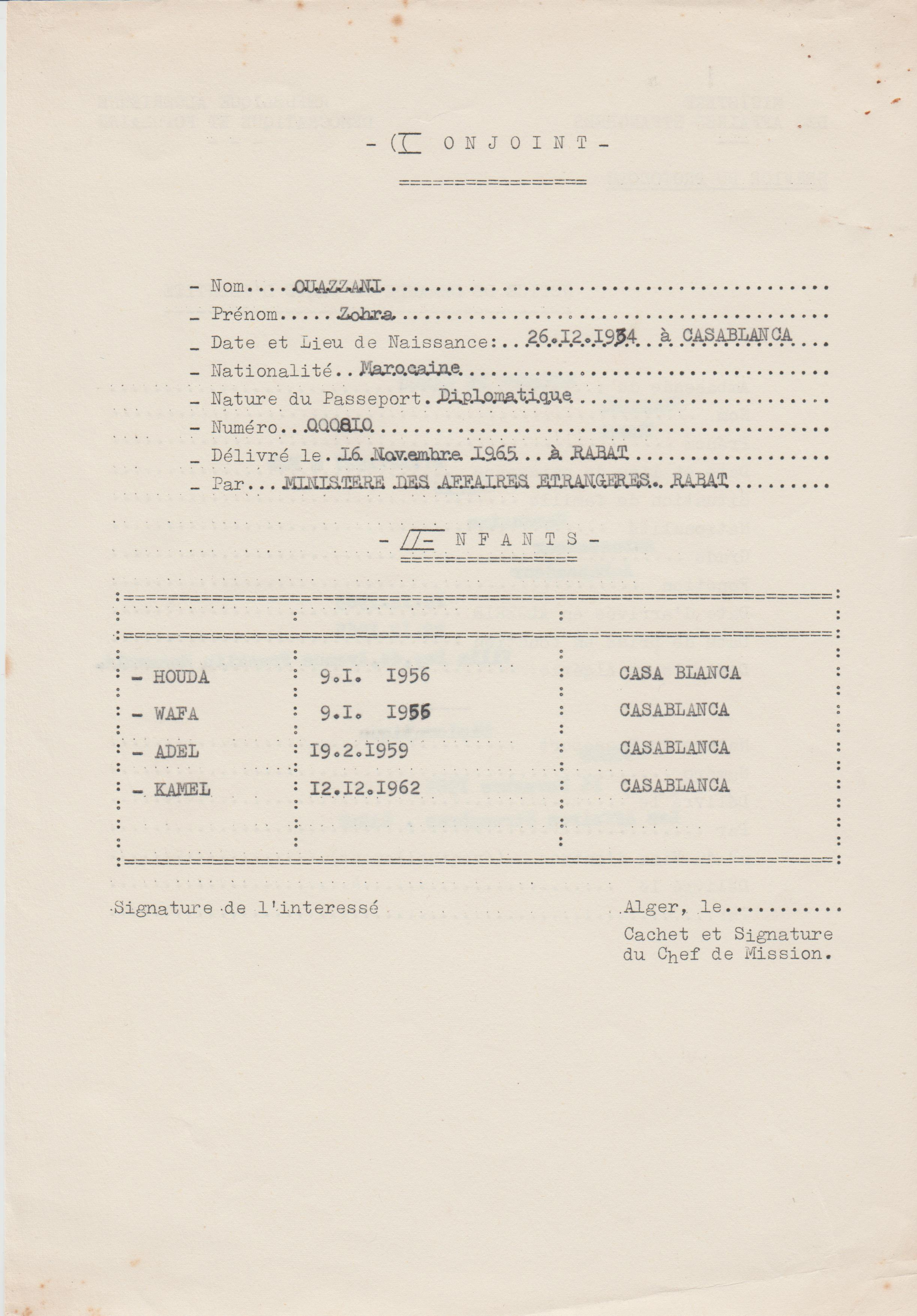
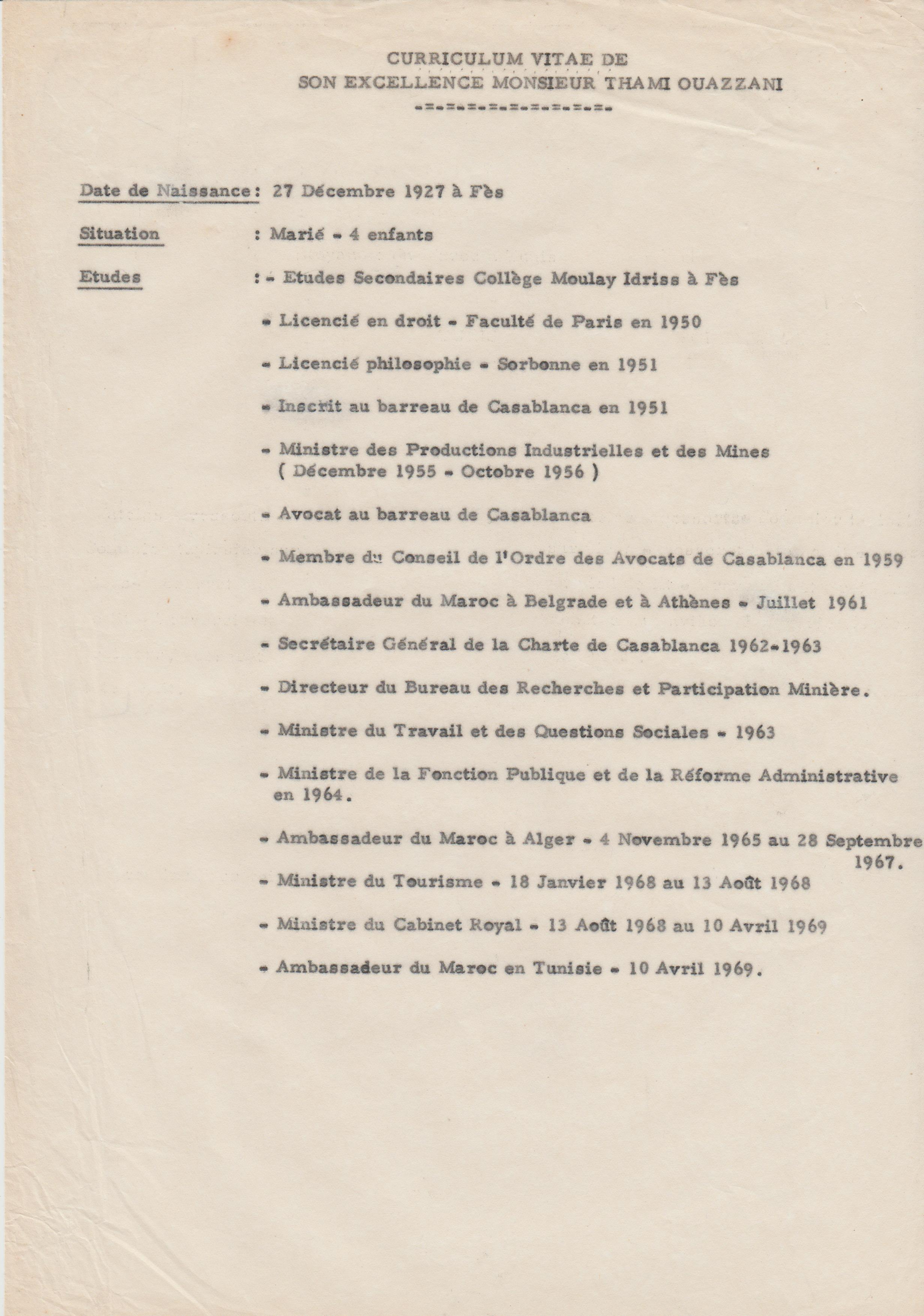
Curriculum vitæ de Thami El Ouazzani 1969
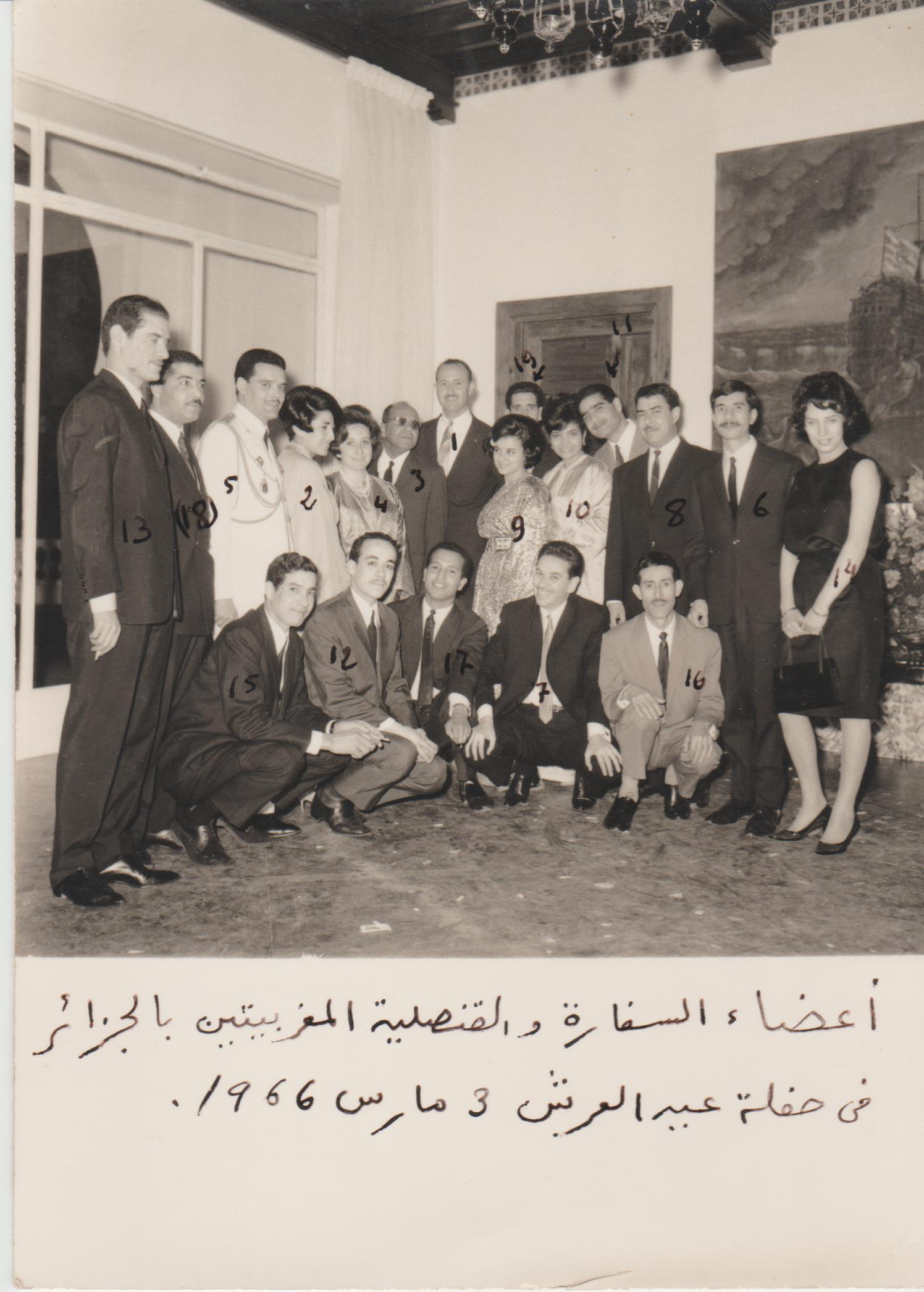
Algérie-corps diplomatique et consulaire marocain à Alger
Les membres de l'ambassade du Maroc lors de la fête du trône (3 mars 1970)